# 碧州站
碧州站是位于黑龙江省大兴安岭地区新林区碧州乡的一个铁路车站，邮政编码165025。车站建于1970年，有富西铁路经过该站，现仅办理货运业务，不办理客运业务，车站及其上下行区间均未电气化。车站距离富裕站580公里，隶属哈尔滨铁路局，是四等站。